# Harold Joseph Connolly
Harold Joseph Connolly (* 8. September 1901 in Sydney, Nova Scotia; † 17. Mai 1980) war ein kanadischer Journalist und 1954 liberaler Premierminister der Provinz Nova Scotia.

## Leben
Seine Karriere begann er beim Halifax Chronicle, bis er als Chefredakteur zum Toronto Daily Star wechselte. 1936 wurde er in das Abgeordnetenhaus von Nova Scotia gewählt und 1941 Minister. Als der amtierende Premier der Provinz, Angus Lewis Macdonald, 1954 verstarb, übernahm Connolly dieses Amt und den Übergangsvorsitz der Nova Scotia Liberal Party. Als Katholik sah er sich auf dem Parteitag einer Front protestantischer Delegierter gegenüber und verpasste die Wiederwahl. 1955 beendete er sein Engagement in der Provinzpolitik, als er in den Senat von Kanada berufen wurde. Dieses Amt hielt er bis 1979 inne.